# Легур Євдокія Іванівна
Євдокі́я Іва́нівна Легу́р (1894 , Нова Прага, Новопразька волость, Олександрійський повіт, Херсонська губернія, Російська імперія  — жовтень 1972 , Київ, Українська РСР, СРСР ) — український політичний і господарський діяч. Депутат Верховної Ради УРСР 1-го скликання. Кандидат у члени ЦК КП(б)У (1938–1949).

## Біографія
Народилася 1894 року в селянській родині в селі Нова Прага, тепер селище Олександрійського району Кіровоградської області. Змалку працювала в наймах у поміщиці Завгородньої та в заможних селян. Потім проживала в місті Олександрії, виховувала дітей, брала участь в громадській роботі, організовувала дитячі будинки.
Член РКП(б) з 1921 року.
У 1922 році працювала завідувачем Олександрійського повітового відділу соціального забезпечення. Потім закінчила курси та Харківську школу Охматдиту (охорони материнства та дитинства).
З 1928 року — завідувач Кам'янець-Подільського окружного відділу Охматдиту (охорони материнства та дитинства). Згодом працювала інструктором Кам'янець-Подільського окружного комітету КП(б)У. У 1929 році проводила колективізацію в Новоушицькому районі Кам'янець-Подільського округу.
Близько чотирьох років працювала в Центральному комітеті Червоного Хреста Української СРР: завідувач відділу, секретар партійного комітету. До червня 1938 року — начальник сектору кадрів Центрального комітету Товариства Червоного Хреста УРСР.
У червні 1938 — 15 лютого 1945 року — народний комісар соціального забезпечення Української РСР. 
26 червня 1938 року була обрана депутатом Верховної Ради УРСР 1-го скликання по Залізничній виборчій окрузі № 80 міста Києва.
З 15 лютого 1945 року працювала першим заступником народного комісара соціального забезпечення Української РСР. З 1946 до квітня 1958 року — заступник міністра соціального забезпечення Української РСР.
З квітня 1958 року — персональний пенсіонер. Померла на початку жовтня 1972 року в місті Києві.

## Нагороди
- орден «Знак Пошани» (23.01.1948)